# 2012年夏季奧林匹克運動會立陶宛代表團
2012年夏季奧林匹克運動會立陶宛代表團參加2012年7月27日至8月12日在英國倫敦舉行的第三十屆夏季奧林匹克運動會。